# Wrestling Wrecks
Wrestling Wrecks (em português: O Vale Tudo) é o 48º curta de desenho animado da série Woody Woodpecker. Lançado no cinema em 20 de julho de 1953, o filme foi produzido pela Walter Lantz Productions e distribuído pela Universal International.

## Enredo
Pica-Pau está animado para assistir ao programa de luta livre, apresentando uma luta que vale o campeonato mundial, entre O Grande Demerval, o Delicado (the Great Precious Preacy no original, que Pica-Pau aplaude) e o desafiante, Joe Trator (Bulldozer no original, que é vaiado por Pica-Pau). Vários comerciais interrompem a luta, causando irritação no Pica-Pau, e um anúncio de comida de cachorro faz com que Elmer, seu cachorro, pule sobre a TV, destruindo o aparelho, obrigando-o a correr para o ginásio para assistir o resto da luta. 
O incômodo de Pica-Pau o leva a ajudar Demerval, mas Joe Trator finalmente envia Demerval ao hospital, deixando Pica-Pau fica enfurecido, e vence seu oponente, se tornando o novo campeão. 